# Castello di Ceglie Messapica
Il Castello di Ceglie Messapica è una struttura difensiva medioevale della città antica, a partire dal nucleo centrale di epoca normanna nel corso dei secoli è stato più volte rimaneggiato ed ampliato. Domina insieme alla Collegiata il borgo medioevale essendo posto nel punto più alto del colle su cui è situato il comune.

## Storia

### La torre normanna

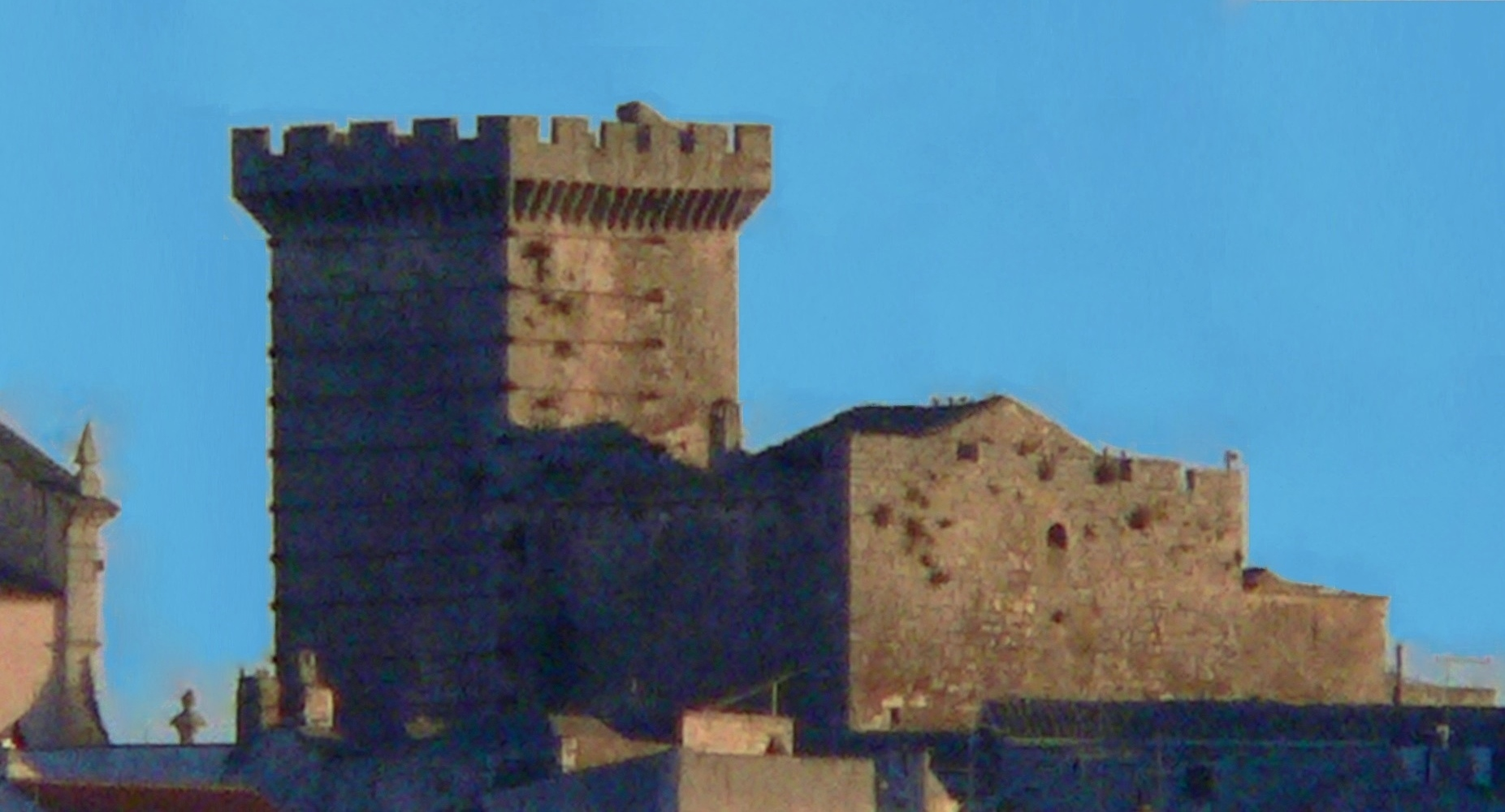
Il nucleo originale del Castello di Ceglie, la Torre Normanna (l'edificio più basso) a fianco della quale è stata costruita successivamente la torre quadrata

Non ci sono molte tracce documentarie sul Castello. Per esempio non è citato nel Statutum de reparatione castrorum di Federico II di Svevia. Il castello è originariamente nato come torre di osservazione dai Normanni dalla quale si può osservare un territorio vastissimo sino a Brindisi e Taranto. La costruzione della torre normanna al fianco della quale nei secoli successivi è stata edificata la torre quadrata, risale secondo alcune ipotesi al 1070-1100 circa. La prima famiglia ad abitarvi fu la famiglia Pagano. La muratura della Torre è costruita con la tecnica del folio. La parete è costituta da conci sformati di pietra calcarea locale non intonacata ed è doppia, con un'intercapedine di pietrisco e pietrame di risulta cementati in bolo.

### I primi ampliamenti e l'arrivo dei Sanseverino

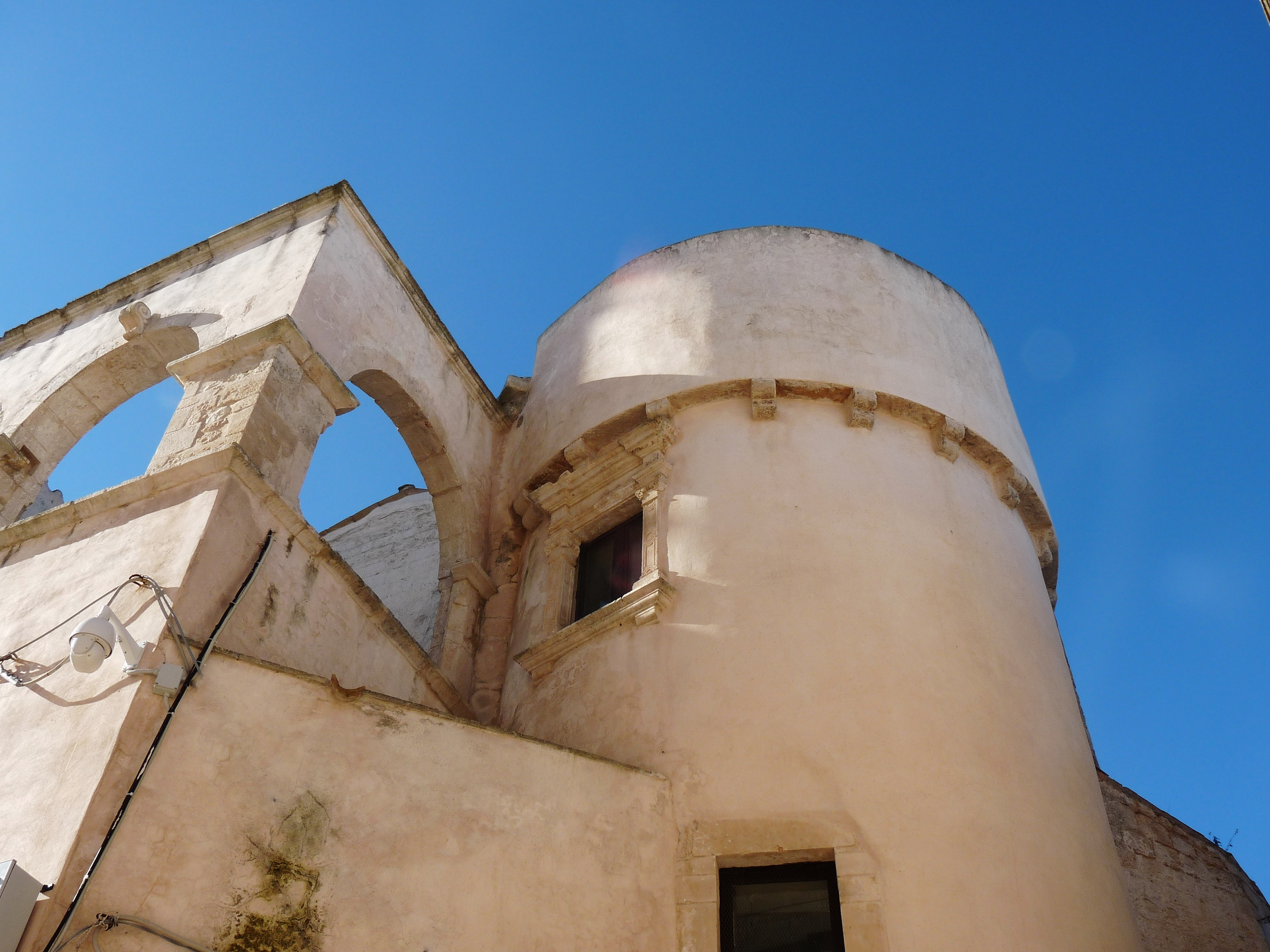
Una delle 3 torri angioine del Castello Ducale di Ceglie Messapica

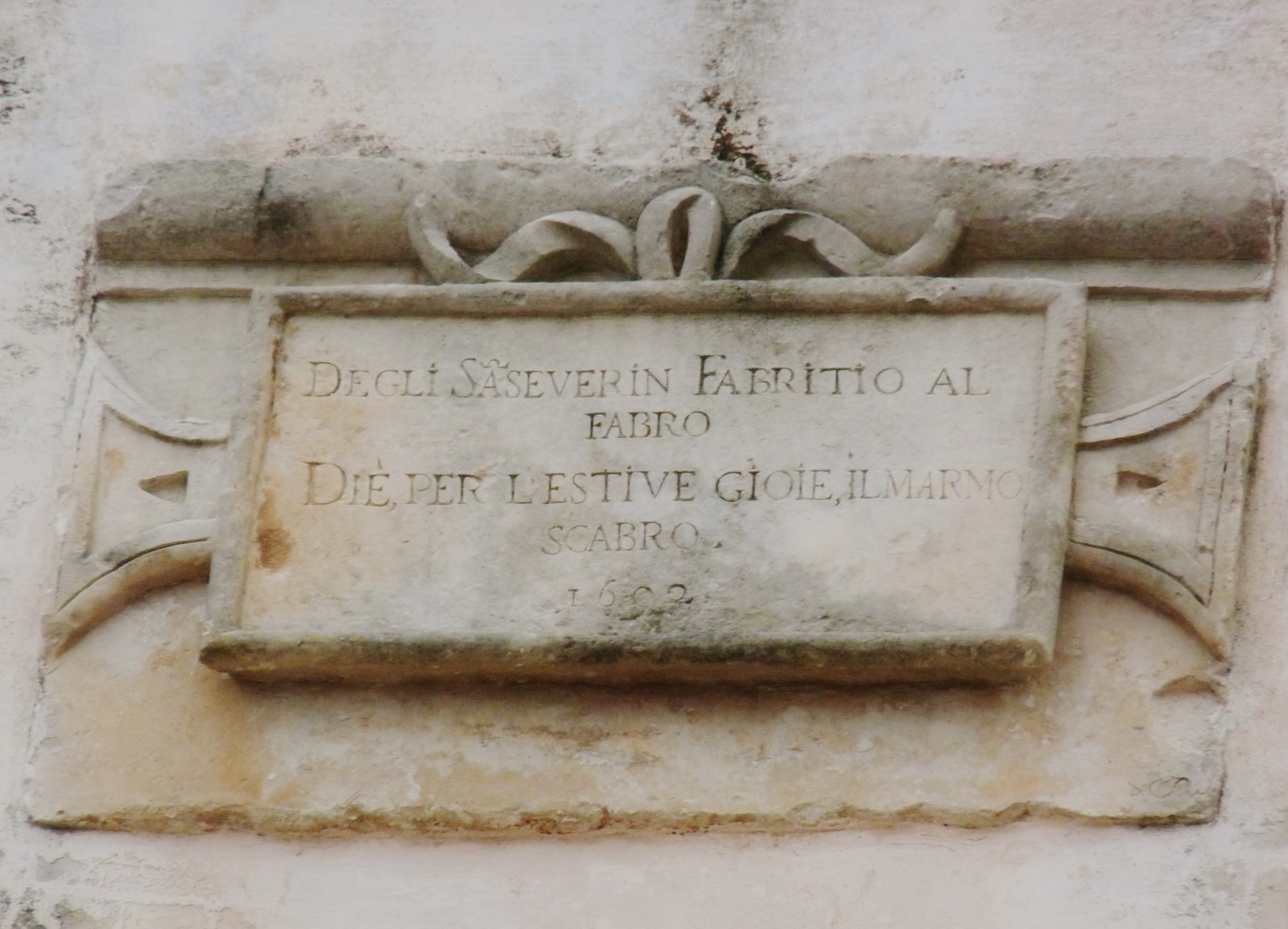
Epigrafe posta sull'arco d'ingresso al Castello ducale di Ceglie. L'epigrafe recita: "Degli Saseverin Fabritio al Fabro Diè, per l'estive gioie, il marmo scabro 1602"

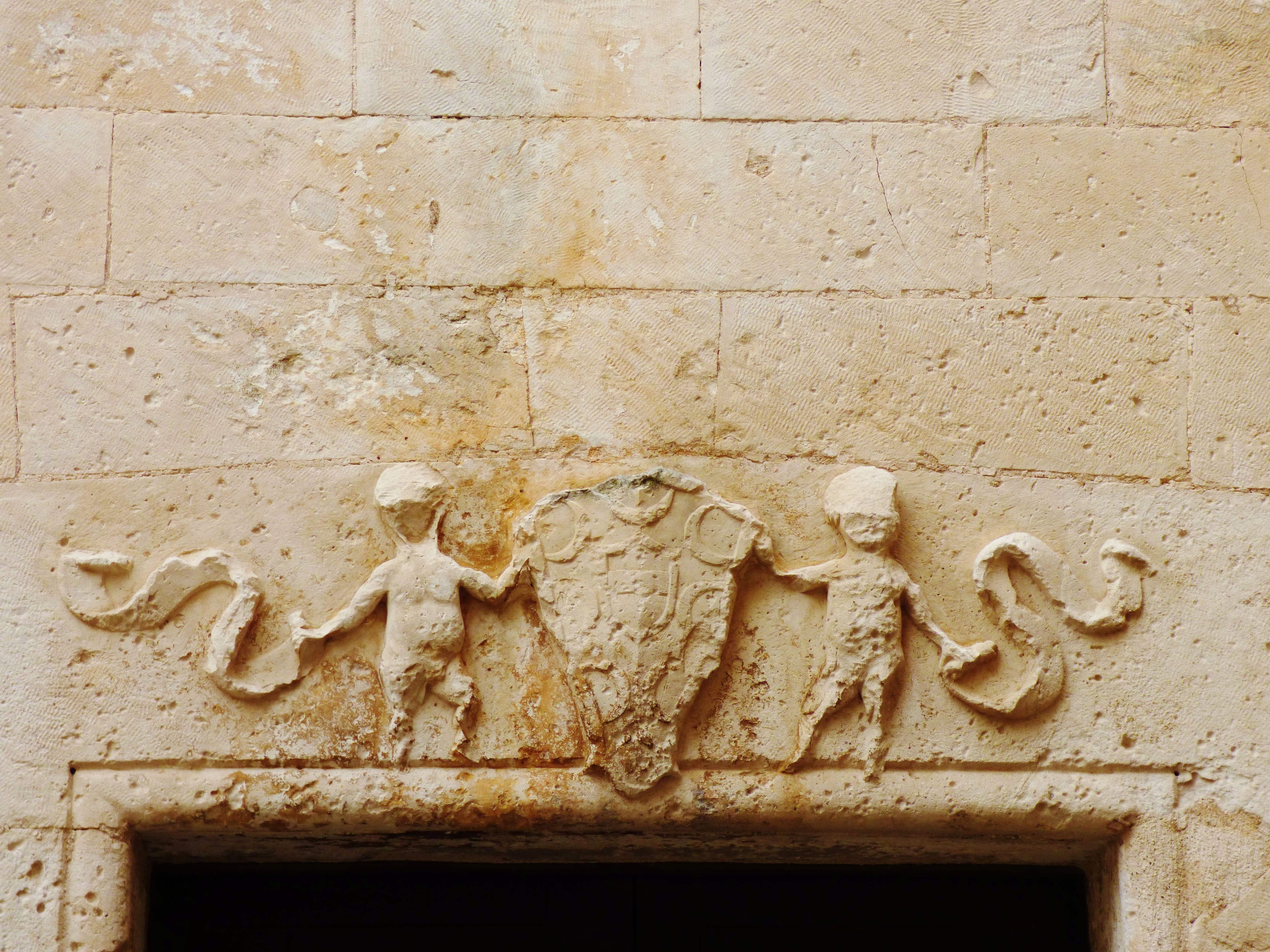
L'arma della Famiglia Sanseverino posta sull'architrave di una delle porte dell'atrio interno del Castello

Tra il XII e XIII secolo sotto le dominazioni sveve ed angioine si ebbero i primi ampliamenti del castello con la costruzione di ulteriori opere di fortificazione tra cui le 3 torri di forma circolare. 
In questo periodo si susseguirono alla guida del castello varie famiglie, nel 1484 il castello passò alla famiglia Sanseverino in seguito al matrimonio tra un esponente del casato e una della famiglia Dentice.
. 
I Sanseverino sono sicuramente la famiglia che più ha segnato la storia del Castello e della cittadina. I Sanseverino acquistarono il feudo dalla curia di Brindisi tra il 1361 e il 1368. Furono loro che diedero al castello un aspetto più signorile, promossero nel XV secolo la costruzione della Torre quadrata alta 34 metri e favorirono, la feudataria Aurelia Sanseverino, l'arrivo in città di alcuni ordini monastici. La torre ricorda altre strutture simili pugliesi e lucane della stessa epoca. Un torrione di forma quadrata, ornato da merli in formazione simmetrica. Le stanze sono divise su tre piani ed è dotata infine di un pozzo e di sotterranei con funzione di cisterna o depositi di derrate.  La datazione del 1492 riportata da Cosimo De Giorgi e poi da Primaldo Coco riferita ad un'iscrizione sul castello è errata. In realtà l'iscrizione è "1602" e si riferisce all'anno in cui sono presenti tutti gli attuali corpi che si affacciano sul cortile, ivi compreso il portone sui cui è apposta l'iscrizione in oggetto.

### Dalla fine del casato Sanseverino alla prima metà del Novecento
La famiglia Sansevirino nei primi anni del XVII secolo lasciò il feudo. Dopo brevi interregni nel 1624 il feudo fu ceduto alla famiglia Lubrano, che nel 1641, ottennero il titolo di Duca sul feudo di Ceglie e da questi dopo alcune generazioni arrivò attraverso il matrimonio tra Caterina Lubrano e Luigi alla casata dei Sisto y Britto. Le famiglie susseguitesi non riuscirono a lasciare un segno paragonabile al lascito dei Sanseverino. Le famiglie andarono restringendo sempre più i beni del feudo. Le ultime famiglie feudatarie si alternano nel Ottocento quando il Castello passò dai Sisto y Britto, alla famiglia napoletana dei Verusio. Il Castello arrivò ai Verusio come unicum. Nella prima metà nel Novecento il castello fu suddiviso in più parti secondo l'asse ereditario. Cominciò così una fase di declino per alcune porzioni del Castello.

### L'abbandono
I discendenti dei Verusio decisero in gran parte di non vivere più nel castello, parte della famiglia fece rientro a Napoli. Ne conseguì il trasferimento degli arredi, l'abbandono di alcune sue parti e un grave deperimento strutturale che ha causato tra l'altro il crollo in molte zone delle coperture e dei tetti. Coinvolta nei crolli anche la Sala del Consiglio dove è andato perso un controsoffitto ligneo totalmente dipinto. Proprio di queste parti abbandonate si è fatto carico il comune con un primo intervento di consolidamento strutturale della Torre Quadrata, che non era all'epoca ancora di proprietà comunale, negli anni ottanta e successivamente a partire dalla fine degli anni novanta.

### Oggi
Dagli ultimi anni del Novecento l'amministrazione comunale ha cominciato ad acquisire porzioni del Castello Ducale, l'ultima acquisizione risale al 2014 quando sono divenute di proprietà comunale le Torri Normanna e Quadrata e le adiacenze. L'amministrazione comunale quindi nei primi anni 2000 con diversi interventi di recupero ha iniziato il restauro di parti del Castello. Attualmente oltre la metà è di proprietà pubblica, anche se solo due ali sono visitabili ed ospitano dal maggio 2016 la Pinacoteca Emilio Notte e la Biblioteca Pietro Gatti. Non sono visitabili il nucleo centrale costituito dalle Torri Normanna e Quadrata e le aree attigue dove sono in corso i lavori di restauro finanziati nell'ambito del PNRR; la parte privata rimasta di proprietà di un ramo della famiglia Verusio, che è la meglio preservata e conserva ancora gli arredamenti originali, e l'attiguo Giardino Ducale anch'esso privato.

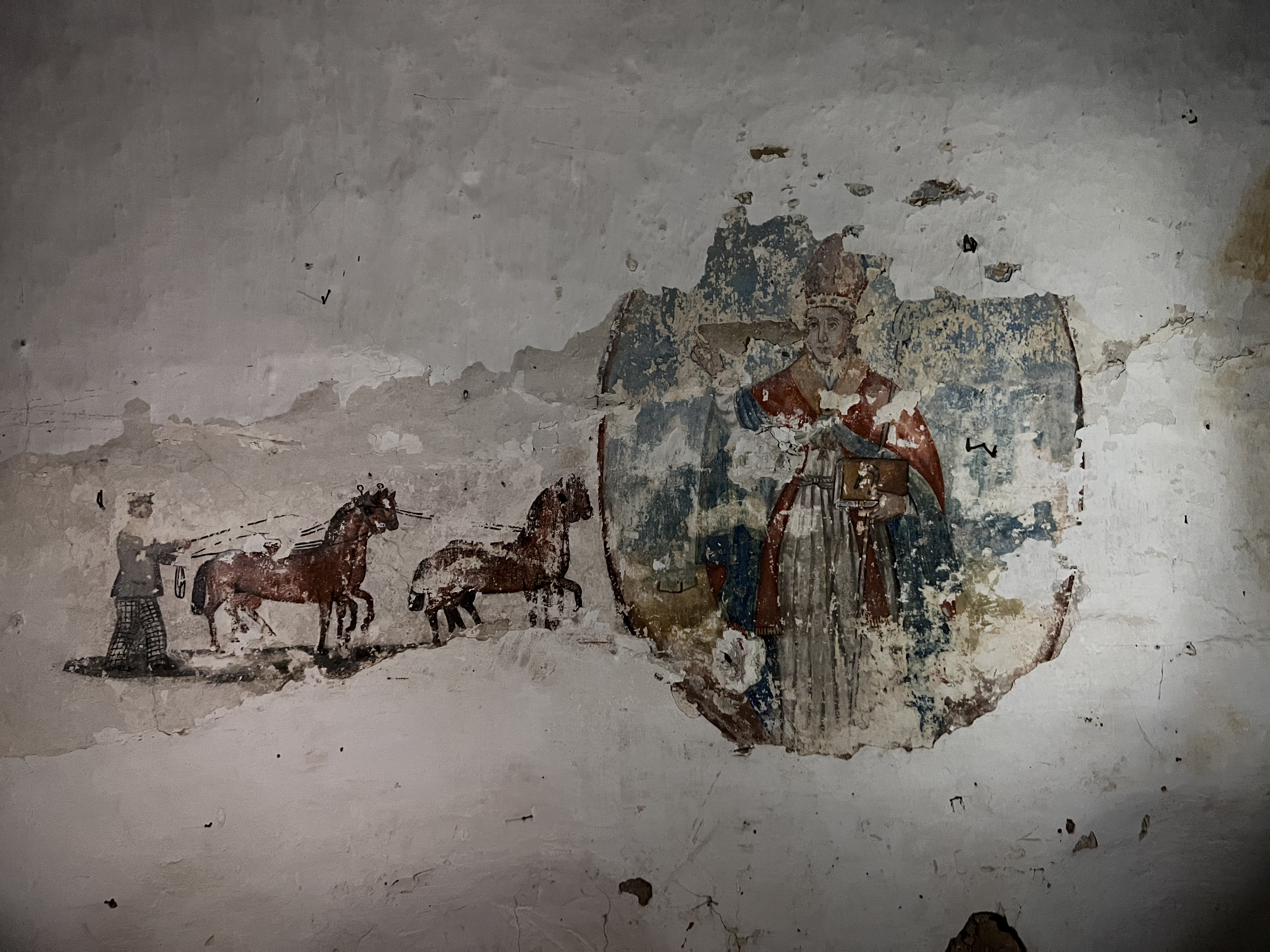
Sant'Eligio - Scuderie del Castello Ducale

Durante l'estate 2023 in alcuni locali chiusi da tempo, posti al piano terra del Castello ed accessibili dall'atrio è riemerso un affresco settecentesco raffigurante Sant'Eligio.

### I duchi di Ceglie
- Diego Lubrano
- Luigi Sisto y Britto - Luis de Sistos (scritto anche Sixtos) Brito (nato a Malaga il 13 luglio 1630)[8]
- Andrea Sisto y Britto
- Domenico Sisto y Britto
- Annibale Sisto y Britto
- Luigi Sisto y Britto
- Raffaele Sisto y Britto (+Napoli 1862)
- Francesco Verusio

## Descrizione

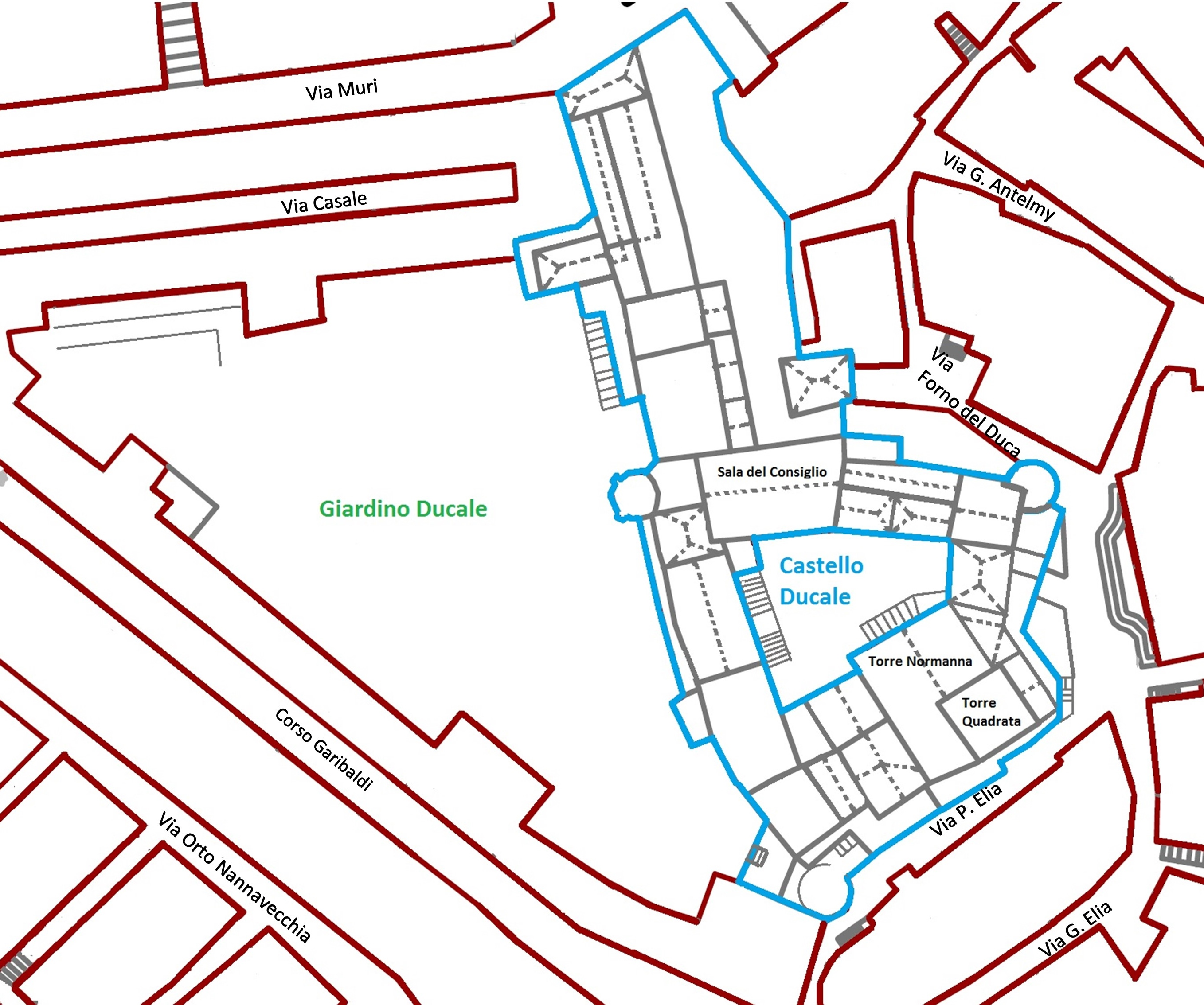
Planimetria del Castello e del Giardino Ducale di Ceglie Messapica. Il castello è racchiuso nell'area con i bordi azzurri.

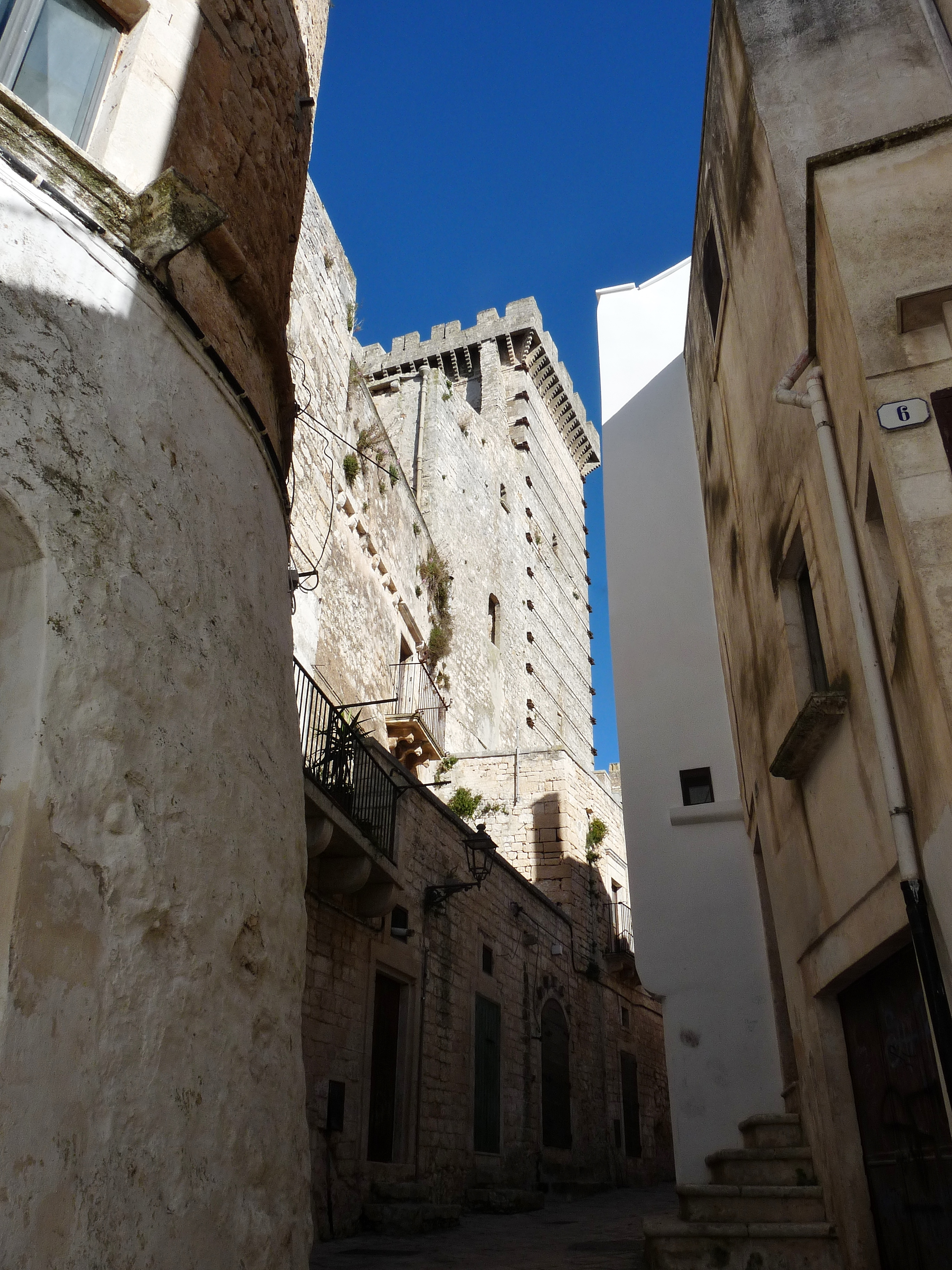
Torre quadrata alta 34 m del Castello di Ceglie Messapica

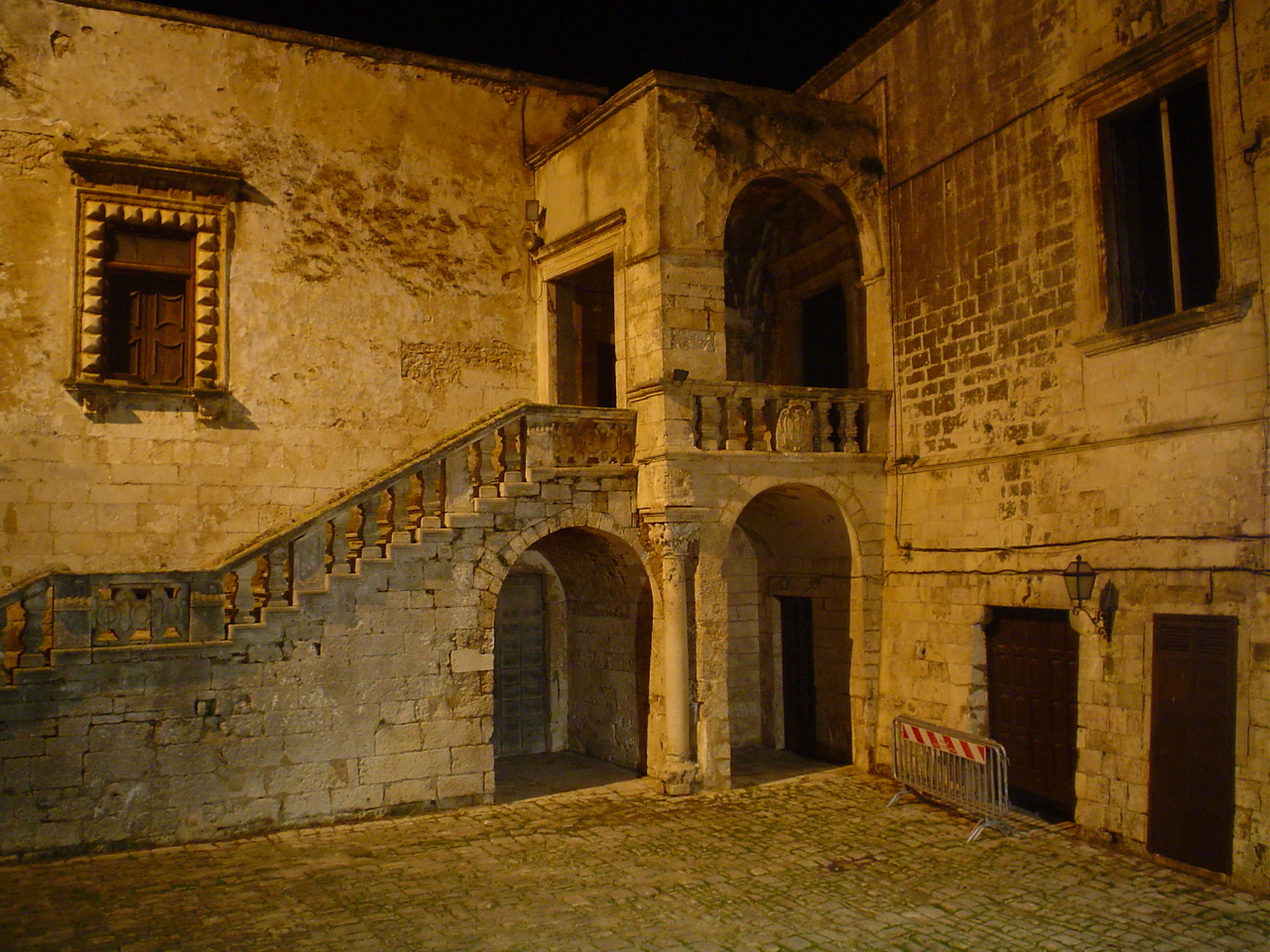
Atrio del castello, la scalinata ed un portale cinquecenteschi prima del restauro

Il Castello si erge su uno dei due colli su cui è posta Ceglie. Alla struttura si accede attraverso un ampio portale con arco a tutto sesto e un ingresso con volta ad ogiva che immette nell'atrio di forma irregolare circondato dalle varie ali del castello. A sinistra è collocata la torre normanna che costituisce la parte originaria del castello, risalente pressappoco al 1100,.
A fianco alla Torre Normanna sorge la torre di forma quadrata, alta 34 m; è il simbolo tradizionale della Città che conserva ancora tracce visibili del suo carattere militare. Sempre nell'atrio, a ridosso della torre normanna è situato un pozzo sormontato da colonne, dal quale, secondo la tradizione attingeva acqua l'intera città durante i periodi di siccità, inoltre all'interno dell'atrio pullulano gli stemmi delle famiglie nobili che si sono avvicendate alla guida del feudo, le iscrizioni e altri elementi lapidei di notevole interesse artistico.
Di fronte all'ingresso sono posti una scalinata ed un portale, sorretto da un'altra colonna, risalenti al XVI secolo. Tramite il portale si accede ad una delle parti residenziali (ala destra) costituita dalla Sala del Consiglio, un ampio vestibolo con volta decorata da pitture del ‘500 e un lungo corridoio che immette in stanze con caminetti monumentali in pietra.
Il perimetro esterno inoltre comprende tre torri angioine di forma circolare.
Il materiale utilizzato per edificare il castello è principalmente la pietra locale. Sicuramente sono stati materiali utili nei vari ampliamenti del Castello le strutture preesistenti sul suolo cegliese, come templi, mura e costruzioni dell'antica Kailia. Tra questi materiali ci sono alcuni degli elementi sopracitati e una trabeazione riportante sette metope proveniente da un tempio pagano, che è ibridata nella struttura del corpo della torre quadrata ma ben distinguibile dalla muratura circostante, ciò pone la certezza che alcune vestigia di costruzioni e templi dell'antica città messapica fossero ancora visibili nella seconda metà del 1400 e solo dopo smontati, rimaneggiati e impiegati nella costruzione della torre di 34 m.